# Joziratia jocquei
Joziratia jocquei är en skalbaggsart som beskrevs av Decelle och Marc Lacroix 1991. Joziratia jocquei ingår i släktet Joziratia och familjen Melolonthidae. Inga underarter finns listade i Catalogue of Life.